# دانشگاه کشاورزی پنجاب
دانشگاه کشاورزی پنجاب (انگلیسی: Punjab Agricultural University (PAU)) در لودیانا بزرگترین دانشگاه کشاورزی در آسیا است. این یک دانشگاه کشاورزی دولتی در هند است. در سال ۱۹۶۲ تأسیس شد. این مراسم در ۸ ژوئیه ۱۹۶۳ توسط نخست‌وزیر وقت هند، پاندیت جواهر لعل نهرو افتتاح شد. این دانشگاه پیشگام انقلاب سبز در هند در دهه ۱۹۶۰ بود.